# Um Barzinho, Um Violão: Novela 70
Um Barzinho, um Violão - Novelas Anos 70 é o sexto álbum da série Um Barzinho, Um Violão. É um álbum de grandes nomes da música reunidos num projeto, todas as faixas incluídas nos dois CDs homônimos.
Um grande elenco grava ao vivo num dos mais belos cartões postais brasileiro - o Morro da Urca / Pão de Açúcar - os maiores sucessos das novelas dos anos 70. O DVD tem 26 sucessos selecionados de históricas trilhas de novelas como O Bem Amado e Dancing Days. Zeca Pagodinho interpreta Martim Cererê, sucesso de Bandeira 2, Lobão interpreta  "Como vovó já dizia", tema de Ossos do Barão, Jorge Vercillo solta a voz em "Fascinação" da novela Casarão, Paula Toller dá sua versão para "Sonhos", sucesso na voz de Peninha, Jorge Aragão põe sua marca em "Pecado Capital" de Paulinho da Viola, e a interpretação histórica de Caetano Veloso para "Moça" de autoria de Wando, que foi direto para a trilha da próxima novelas da 7, Três Irmãs.

## Faixas
| DVD |                                                |                   |         |  |
| N.º | Título                                         | Artista           | Duração |  |
| 1.  | "Carinhoso"                                    | Jessé Sadoc       |         |  |
| 2.  | "Pensando Nela"                                | Papas da Língua   |         |  |
| 3.  | "Sonhos"                                       | Paula Toller      |         |  |
| 4.  | "Pecado Capital"                               | Jorge Aragão      |         |  |
| 5.  | "Paralelas"                                    | Zélia Duncan      |         |  |
| 6.  | "Martin Cererê"                                | Zeca Pagodinho    |         |  |
| 7.  | "Pavão Mysteriozo"                             | Fernanda Takai    |         |  |
| 8.  | "Meu Pai Oxalá"                                | Moinho            |         |  |
| 9.  | "Teletema"                                     | Luiza Possi       |         |  |
| 10. | "Fascinação (Fascination)"                     | Jorge Vercillo    |         |  |
| 11. | "Enrosca"                                      | Celso Fonseca     |         |  |
| 12. | "Coleção"                                      | Maurício Manieri  |         |  |
| 13. | "Como Vovó Já Dizia (Óculos Escuros)"          | Lobão             |         |  |
| 14. | "Broto Legal (I'm In Love)"                    | Marjorie Estiano  |         |  |
| 15. | "Pombo Correio"                                | Elba Ramalho      |         |  |
| 16. | "Você Abusou"                                  | Diogo Nogueira    |         |  |
| 17. | "Eu Preciso Te Esquecer"                       | Marina Elali      |         |  |
| 18. | "Capitão de Indústria"                         | Herbert Vianna    |         |  |
| 19. | "Malandragem Dela"                             | Dudu Nobre        |         |  |
| 20. | "Beijo Partido"                                | Pedro Mariano     |         |  |
| 21. | "Nuvem Passageira"                             | Tunai             |         |  |
| 22. | "Um Jeito Estúpido de Amar"                    | Isabella Taviani  |         |  |
| 23. | "Meu Drama (Senhora Tentação)"                 | Casuarina         |         |  |
| 24. | "Meu Mundo e Nada Mais"                        | Alex Cohen        |         |  |
| 25. | "Filho da Bahia"                               | Margareth Menezes |         |  |
| 26. | "Moça"                                         | Caetano Veloso    |         |  |
| 27. | "Filho da Bahia" (Encerramento - Instrumental) | Tunai             |         |  |